# La storia di Serafino
La storia di Serafino è un singolo del cantante italiano Adriano Celentano pubblicato nel 1969 da Clan Celentano.

## Il disco
Il singolo contiene uno dei temi principali del film del 1968 Serafino diretto da Pietro Germi. Del singolo esistono più versioni: una di esse, inizia riproponendo la strofa finale della hit "Il ragazzo della Via Gluck", ed in tal senso si spiega il seguito del brano, che recita: "...e così la seconda storia / che vi voglio raccontare / è quella del pastore Serafino".

## Tracce
7" Clan BF-CS-5001
1. La storia di Serafino (Orchestra Carlo Rustichelli) – 4:00 (Carlo Rustichelli, De Bernardi, Benvenuti)
2. La pelle (Orchestra Carlo Rustichelli) – 3:13 (Carlo Rustichelli)

Durata totale: 7:13
7" Ariola 14 364 AT
1. Storia d'amore – 4:26
2. La storia di Serafino (Orchestra Carlo Rustichelli) – 3:53 (Carlo Rustichelli, De Bernardi, Benvenuti)

Durata totale: 8:19

## Cover
Del brano La storia di Serafino vennero realizzate numerose cover non ufficiali, pubblicate da case discografiche minori e interpretate da turnisti anonimi. Tra le tante ad averne pubblicato un 7" figurano la Junior, la Fonola, la Combo Record e la GR.